# صقر عليشي
صقر عليشي هو شاعر سوري من مواليد 1 ديسمبر 1957 قرية عين الكروم في محافظة حماة السورية

## عن شعره
قصائده دائماً ما حملت نكهة خاصة ، فهي دائماً تحالكي السخرية في إيقاعاتها لكن السخرية ليست سخرية عابرة ، بل هي سخرية محتواة بالحكمة استنبطها الشاعر من الحياة اليومية التي يعيشها الإنسان حتى أنه في بعض القصائد كان يحكي سيرة ذاتية عن ذاته ، هذا ما جعل للشاعر صقر عليشي خصوصية في الشعر العربي.
فقد اهتم صقر عليشي بالموضوعات البسيطة لكي يكون شعره مقبولاً لدى فئات واسعة من الناس ، وقد كتب أنماط عدة في بنية القصيدة أسهمت في تحقيق الإنسجام في نصوصه وأعطته خصوصية عالية حتى أن أغلب النقاد يعتبرونه الشاعر العربي الوحيد الذي يعتمد في شعره وبشكل كامل تقنية السخرية ,إضافة إلى ان الشاعر قد استخدم الثنائيات الضدية المكونة للنص

## اقتباسات من أشعاره
- من قصيدة «مشى على الغيم» (إهداء للشاعر محمود درويش):

....نحن اختلفنا حول تفسير الغياب
فقال قوم أنه قصد السماء، لِيشرح المأساة
شًهد يستقل قصيدةً صُغرى، من الوزن الخفيف
علت بِه فوق السحاب
البعض أَكد أنه حمل الوثائق تحت إِبطيه.. الخرائط والصور
والبعض قال مضى ليلقي نظرة عليا.
- مقطع من إحدى قصائده:

تعالي قليلا...؟
تعالي نمر على الأفق
بضع دقائق
نعطيه حلوى
ولوناً جميلاً.

## من أعماله
- 1984 – قصائد مشرفة على السهل،[7] (الطبعة الثانية 1989)
- 1989 – الأسرار[8]
- 2000 – قليل من الوجد[9][10]
- 2003 – أعالي الحنين، منشورات رؤى ثقافية، بيروت.[11]
- 2007 – عناقيد الحكمة.[12][13][14]
- 1990 – أحاول هذا الكلام الوثير قصيدة حب، دار الحصاد للنشر والتوزيع[15]